# ヘレフォード・アンド・ウスター統監
ヘレフォード・アンド・ウスター統監（ヘレフォード・アンド・ウスターとうかん、英語: Lord Lieutenant of Hereford and Worcester）は、イギリスの官職。統監の1つで、ヘレフォード・アンド・ウスターを担当する。1972年地方行政法でイングランドおよびウェールズの地方自治体再編が行われ、同法第218(1)条によりグレーター・ロンドンおよび各都市・非都市カウンティに統監が1人ずつ任命されることとなった。同法によりヘレフォードシャーとウスターシャーがヘレフォード・アンド・ウスターに合併されたため、1974年の同法施行とともにヘレフォード・アンド・ウスター統監が任命された。ヘレフォード・アンド・ウスターは1998年4月1日にヘレフォードシャーとウスターシャーに分離され、ヘレフォード・アンド・ウスター統監もその役目を終えた。

## 一覧
- 1974年4月1日 – 1976年：ジョン・フランシス・マクリーン[2]
  - ヘレフォードシャー統監（英語版）より続投[2]
- 1976年3月8日 – 1977年1月6日：サー・デリック・リンジー・エリック・ホランド＝マーティン（英語版）[2]
- 1977年7月12日 – 1998年3月31日：トマス・レイモンド・ダン（英語版）（のち騎士爵）[2][3]